# 烤鱿鱼

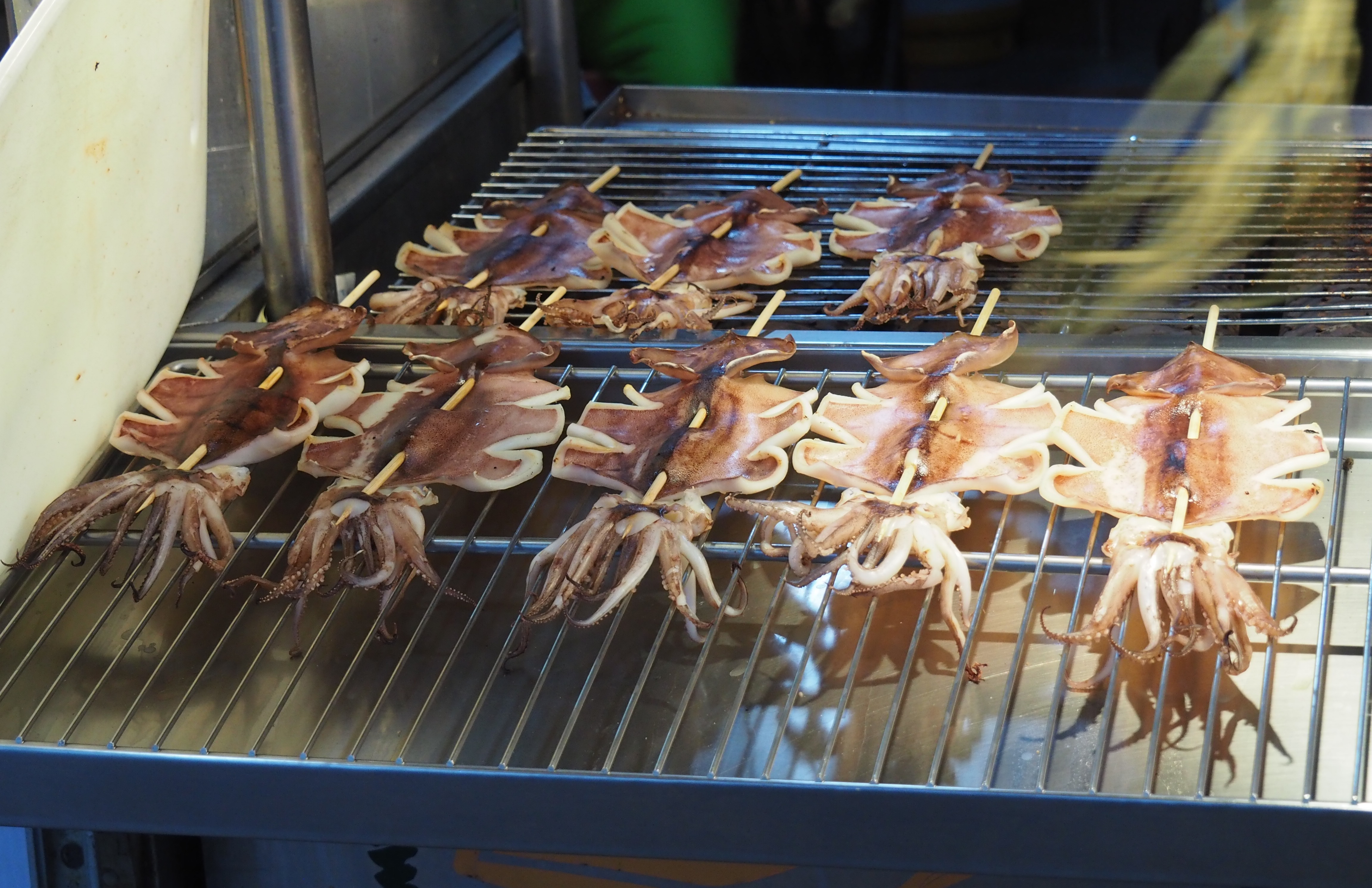
烤鱿鱼

烤鱿鱼是中国及台灣各地都有的一道街头烧烤。将整条鱿鱼或将两侧切成丝，一般都是手掌大的小鱿鱼，放在烤具上，加入辣椒等配料，进行烧烤，将烤好的鱿鱼穿成串，一般一串只有一条鱿鱼。但不同的是，由于某些地区禁止煤烟，所以就将鱿鱼放在铁板上，煎制鱿鱼。两者的味道，都差不多。
由于它可以一边走路一边吃，这样就可以达到一边逛街一边品尝美味的目的，所以很受逛街人士的喜欢。

## 漁港小吃
普遍烤魷魚集中在略具規模之海邊漁港；因為魷魚品質優者多產自外海。

## 其他地區
臺灣各地沿海漁港、夜市也有販售烤魷魚，作法與中國大同小異，通常會在魷魚上撒些白芝麻。其販售地者，於漁港、夜市及觀光景點等居多。